# Codex Monacensis
De Codex Monacensis (Gregory-Aland no. X of 033, von Soden A3) is een van de Bijbelse handschriften. Het werd paleografisch gedateerd in de (9e of) 10e eeuw en is met hoofdletters (uncialen) op dikke perkamentbladen geschreven.

## Inhoud
- Matteüs 6:6, 10, 11, 7:1-9:20, 9:34-11:24, 12:9-16:28, 17:14-18:25, 19:22-21:13, 21:28-22:22, 23:27-24:2, 24:23-35, 25:1-30, 26:69-27:12,
- Johannes 1:1-13:5, 13:20-15:25, 16:23-einde,
- Lucas 1:1-37, 2:19-3:38, 4:21-10:37, 11:1-18:43, 20:46-einde,
- Marcus 6:46-einde.[2]

Marcus 14-16 is onleesbaar.

## Beschrijving
Het manuscript bevat de tekst van de vier Evangeliën met tal van lacunes. De gehele Codex Monacensis bestaat uit 160 bladen (37,5 x 25,5 cm). De tekst is geschreven in twee kolommen van 45 regels per pagina.
Er is geen indeling met τίτλοι (titels), en de sectienummers van Ammonius en de Canontabellen van Eusebius zijn afwezig. De tekst van de evangeliën (behalve Marcus) is voorzien van een patristische commentaar.
De Codex Monacensis is een weergave van de Byzantijnse tekst. Kurt Aland plaatste de codex in Categorie V.
Matteüs 16:2b-3 en Johannes 7:53-8:11 (de pericope adulterae) ontbreken.

## Geschiedenis
Het handschrift werd onderzocht door Joseph Dobrovsky, Scholz, Tischendorf, Tregelles en Burgon.
Het handschrift bevindt zich in de Ludwig-Maximilians-Universität München (2° codex manuscript 30) in München.